# Kabinett Scharf
Das Kabinett Scharf bildete vom 25. Oktober 1934 bis zum 2. Mai 1945 die von Reichsstatthalter Friedrich Hildebrandt eingesetzte Landesregierung von Mecklenburg.
Am 22. Dezember 1934 wurde per Gesetz verfügt, dass das mecklenburgische Staatsministerium künftig aus nur noch einem Staatsminister besteht und sich das Staatsministerium in Fachabteilungen gliedert, die an die Stelle der bisherigen Ministerien treten.
Erstes Kabinett Scharf (kommissarisch) – 25. Oktober 1934 bis 22. Dezember 1934
| Amt                                                                                     | Name                        | Partei    |
| --------------------------------------------------------------------------------------- | --------------------------- | --------- |
| Ministerpräsident Äußeres (Dez. 1934 aufgelöst) Finanzen (kommissarisch)                | Friedrich Scharf            | NSDAP     |
| Inneres Justiz (Wahrnehmung der Geschäfte)                                              | Friedrich Wilhelm Studemund | NSDAP     |
| Unterricht, Kunst, geistliche- und Medizinalangelegenheiten (Wahrnehmung der Geschäfte) | Wilhelm Bergholter          | NSDAP     |
| Landwirtschaft, Domänen und Forsten                                                     | Martin Sohm                 | parteilos |

Zweites Kabinett Scharf – 22. Dezember 1934 bis 30. September 1943
| Amt | Name | Partei    |
| --- | --- | --------- |
| Staatsminister1 | Friedrich Scharf | NSDAP     |
| Abteilung Inneres2 | Friedrich Wilhelm Studemund | NSDAP     |
| Abteilung Finanzen3 | Hans Schwaar, 3. Januar 1935 – 30. September 1936 Erich Cordua, 1. Oktober 1936 – 27. Dezember 1937 Max Reinke, ab 1. Januar 1938      | parteilos |
| Abteilung Hochbauwesen, ab Januar 1942 | Hermann Oeding, ab 30. Januar 1942 | NSDAP     |
| Abteilung Unterricht, Kunst, geistliche- und Medizinalangelegenheiten/ ab Oktober 1941 Abteilung Wissenschaft, Erziehung und Volksbildung | Wilhelm Bergholter, 22. Dezember 1934 – 30. September 1940 vakant/unbekannt, 1. – 5. Oktober 1940 Rudolf Krüger                        | NSDAP     |
| Abteilung Landwirtschaft, Domänen und Forsten/ ab Dezember 1941 nur noch Abteilung Landwirtschaft und Domänen                             | Fritz Stichtenoth, 23. Dezember 1934 – 29. Juli 1935 vakant/unbekannt, 30. Juli 1935 – 31. Mai 1936 Wilhelm Krasemann, ab 1. Juni 1936 | NSDAP     |
| Landesforstverwaltung, ab Dezember 1941                                                                                                   | Alexander Karl Artur Helmuth Ernst von Bülow, 20. Dezember 1941 – 30. Juni 1943 Achim von Willisen, ab 1. Juli 1943                    | NSDAP     |
| Abteilung Siedlung und Umlegung, ab Dezember 1941                                                                                         | Fritz Sager, ab 20. Dezember 1941 | NSDAP     |

1 Ab Oktober 1941 auch für Theaterangelegenheiten zuständig.

2 Ab Oktober 1941 auch zuständig für sämtliche Angelegenheiten des Gesundheitswesens, einschließlich der Heil- und Pflegeanstalten sowie für die Angelegenheiten des Veterinärwesens.

3 Bis Januar 1942 auch für den Bereich der Hochbauverwaltung zuständig.
Drittes Kabinett Scharf – 1. Oktober 1943 bis 2. Mai 1945
| Amt                                                | Name                                                 | Partei    |
| -------------------------------------------------- | ---------------------------------------------------- | --------- |
| Staatsminister, Abteilung Hauptverwaltung          | Friedrich Scharf                                     | NSDAP     |
| Abteilung (Allgemeine und) Innere Verwaltung       | Friedrich Wilhelm Studemund                          | NSDAP     |
| Abteilung Finanzen                                 | Max Reinke                                           | parteilos |
| Abteilung Hochbauwesen                             | Hermann Oeding                                       | NSDAP     |
| Abteilung Wissenschaft, Erziehung und Volksbildung | Rudolf Krüger                                        | NSDAP     |
| Abteilung Landwirtschaft und Domänen               | Wilhelm Krasemann                                    | NSDAP     |
| Landesforstverwaltung                              | Achim von Willisen, 1. Oktober 1943 – 30. April 1945 | NSDAP     |
| Abteilung Siedlung und Umlegung                    | Fritz Sager                                          | NSDAP     |
| Abteilung Landeswirtschaftsamt                     | Ulrich Wegener                                       | NSDAP     |
| Abteilung Landesernährungsamt                      | Otto Heinrich Wilhelm Karl Möller                    | NSDAP     |